# Andecha Astur
Andecha Astur (AA) é um partido político do Principado de Astúrias (Espanha), de ideologia nacionalista asturiana e de esquerdas.
Foi fundado em 1990, mas nunca teve representação no Parlamento de Astúrias. O secretário geral do partido é Daniel Cueli. O partido conta com organizações juvenis como por exemplo Darréu-Mocedá Nacionaliego. 

## Resultados electorais e representação institucional
Na legislatura 2003-2007 elegeu dois conselheiros, um na vila de Riosa e outro em Carreño. Em 2004 Andecha Astur apresentou-se às eleições ao Parlamento Europeu por meio da coligação Europa dos Povos.